# Gustav Schreiner (Politiker)

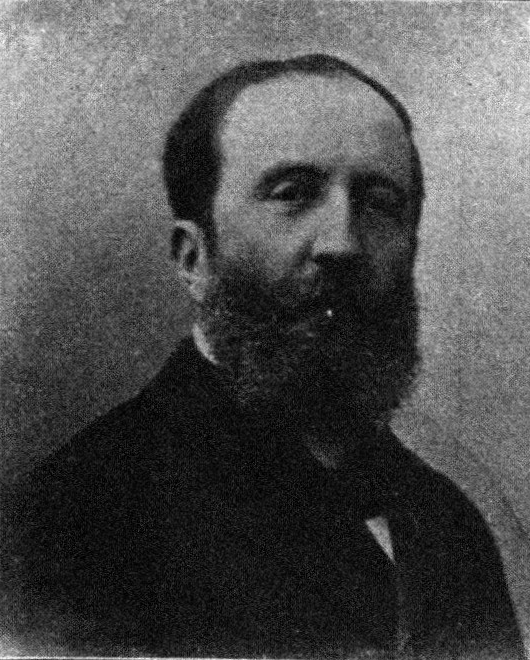
Gustav Schreiner (vor 1907)

Gustav Schreiner (* 11. Juni 1847 in Nemelkau (Nemilkov), Böhmen; † 14. Juni 1922 in Oberstankau (Horní Staňkov), Tschechoslowakei) war ein böhmisch-österreichischer Politiker der Deutschen Fortschrittspartei bzw. ab 1906 der Deutschen Agrarpartei.

## Ausbildung und Beruf
Der Sohn eines Gutsbesitzers besuchte nach der Volksschule das Gymnasium in Klattau, Pilsen, Jičín und Leitmeritz. Schon vor seiner Volljährigkeit erbte er 1862 das Gut Oberstankau bei Klattau in Südböhmen. Ab 1864 studierte Schreiner Jus an den Universitäten Prag und Wien, 1870 wurde er in Prag zum Dr. iur. promoviert. Nach seiner Gerichtspraxis und kurzer Zeit als Auskultant in Wien und Gloggnitz (Niederösterreich) wurde er Notariatskandidat in Prag und 1876 Notar in Neuern (Bezirk Klattau). Er wechselte 1897 auf einen Notariatssitz in Pilsen, wo er bis 1908 praktizierte. 1901 erwarb er zusätzlich das Gut Nemelkau, das er ab 1902 durch seine Söhne verwalten ließ. Später wurde er Geheimer Rat.
Schreiner heiratete 1878 Amalie Noll, mit der er fünf Kinder bekam, von denen drei jung verstarben. Der Eisenbahnminister Zdenko von Forster zu Philippsberg war sein Cousin.

## Politische Karriere
Schreiner war Gründungsmitglied des Deutschen Schulvereins (1880), des Deutschen Böhmerwaldbunds (1884) und des Deutschen landwirtschaftlichen Zentralverbands für Böhmen (1886). Von 1895 bis 1913 war er Abgeordneter zum Böhmischen Landtag. Er wurde 1897 Vizepräsident und war von 1899 bis 1908 Präsident der deutschen Sektion des böhmischen Landeskulturrats.
Als Vertreter des 16. Wahlbezirks der allgemeinen Wählerklasse in Böhmen (Budweis, Neuhaus, Wittingau, Krumau u. a.) wurde Schreiner 1901 erstmals ins Abgeordnetenhaus des österreichischen Reichsrats gewählt. Dort saß er zunächst im Klub der Deutschen Fortschrittspartei, bevor er 1906 zur Deutschen Agrarpartei wechselte. Nach der Einführung des allgemeinen Männerwahlrechts und dem damit einhergehenden Neuzuschnitt der Wahlbezirke wurde er 1907 als Abgeordneter des Wahlbezirks Böhmen 105, der Landgemeinden in den nordböhmischen Bezirken Deutsch Gabel und Böhmisch Leipa umfasste, erneut in den Reichsrat gewählt. Mit den Abgeordneten der Deutschen Agrarpartei saß er anschließend im Deutschnationalen Verband, der ab 1910 Teil des Deutschen Nationalverbands war. 
Vom 15. November 1908 bis 22. Februar 1910 war Schreiner „deutscher Landsmannminister“ (Minister ohne Portefeuille) im cisleithanischen Ministerium Bienerth, der Regierung der österreichischen Reichshälfte der Habsburgermonarchie. Nachdem sein Amtskollege, der tschechische Landsmannminister Jan Žáček aus der Regierung ausgeschieden war, wurde auch Schreiner zum Rücktritt gedrängt. Bei der Reichsratswahl 1911 wurde er als Abgeordneter des Wahlbezirks Böhmen 105 bestätigt und behielt sein Mandat aufgrund des Ersten Weltkriegs bis 1918. Während des Krieges war Schreiner zudem von 1917 bis 1918 Vizepräsident des Ernährungsrats beim Amt für Volksernährung. 
Beim Zerfall der Habsburgermonarchie bildeten die Reichsratsabgeordneten der deutschsprachigen Gebiete Cisleithaniens, darunter auch Schreiner, am 21. Oktober 1918 eine Provisorische Nationalversammlung für Deutschösterreich, die bis zum 16. Februar 1919 tagte. Dort saß er im Verband der deutschnationalen Parteien (DnP). Anders als von der Provisorischen Nationalversammlung gefordert, wurden die mehrheitlich deutschsprachigen Teile Böhmens und Mährens (und somit auch Schreiners Heimatregion) aber kein Teil der neuen Republik Deutschösterreich, sondern durch den Vertrag von Saint-Germain 1919 der Tschechoslowakei zugeordnet.